# Liste der Comarcas in Katalonien
Dies sind die Comarcas in Katalonien, Spanien.

## Provinz Barcelona

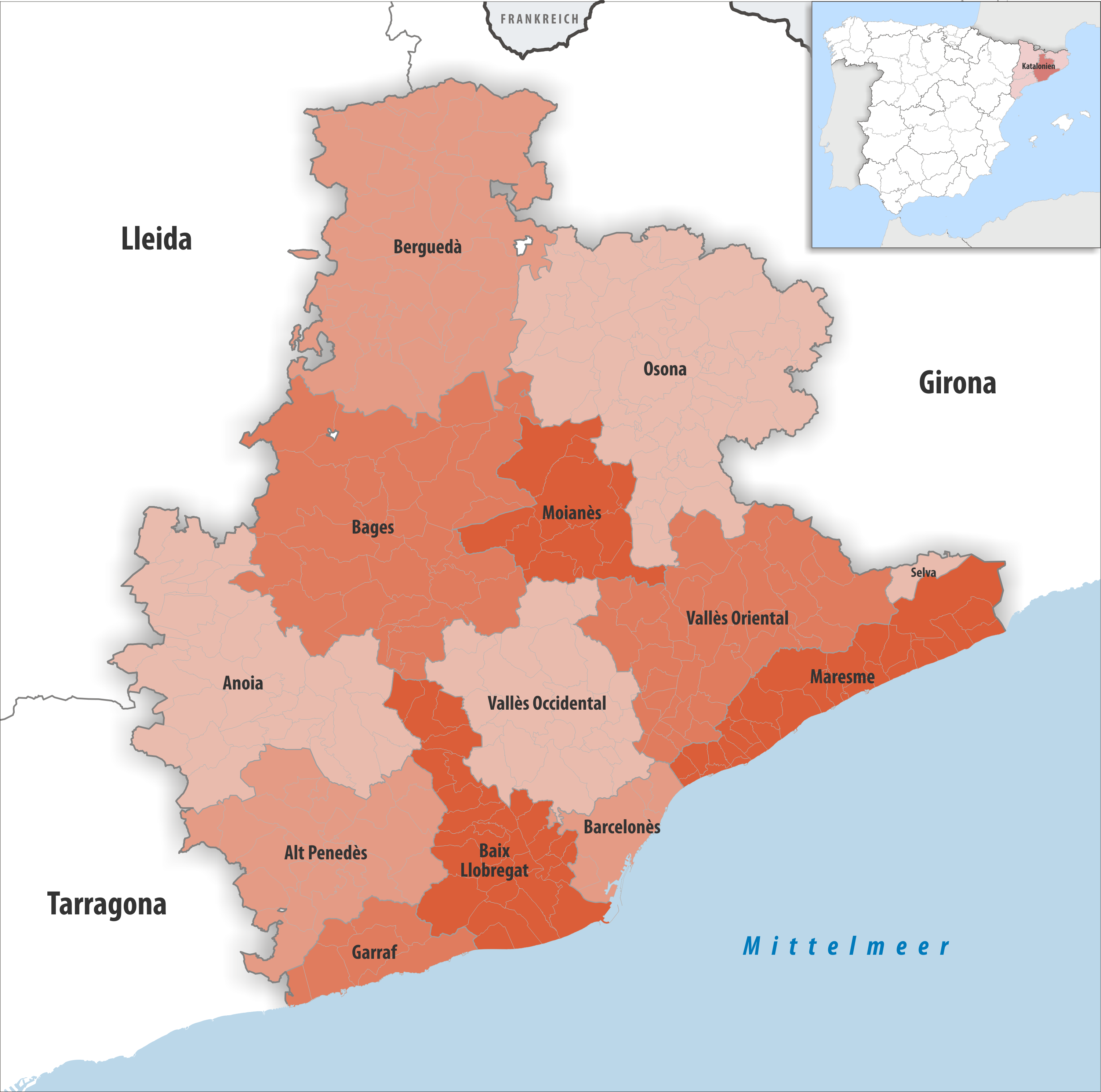
Comarcas in der Provinz Barcelona

| Comarca           | Gemeinden | Einwohner (2024) | Fläche km² | Dichte Einw./km² | Hauptort                |
| ----------------- | --------- | ---------------- | ---------- | ---------------- | ----------------------- |
| Alt Penedès       | 27        | 114.215          | 592,87     | 193              | Vilafranca del Penedès  |
| Anoia             | 33        | 128.199          | 867,64     | 148              | Igualada                |
| Bages             | 30        | 185.973          | 1.093,26   | 170              | Manresa                 |
| Baix Llobregat    | 30        | 850.605          | 488,19     | 1.742            | Sant Feliu de Llobregat |
| Barcelonès        | 5         | 2.369.316        | 146,31     | 16.194           | Barcelona               |
| Berguedà          | 30        |                  | 1.129,79   | 0                | Vilanova i la Geltrú    |
| Garraf            | 6         | 161.973          | 184,70     | 877              | Pedrera                 |
| Maresme           | 30        | 474.012          | 397,67     | 1.192            | Mataró                  |
| Moianès           | 10        | 14.790           | 337,53     | 44               | Moià                    |
| Osona             | 47        | 170.054          | 1.144,85   | 149              | Vic                     |
| Arenys de Mar     | 1         | 155.982          | 247,31     | 631              | Santa Coloma de Farners |
| Vallès Occidental | 23        | 961.459          | 583,32     | 1.648            | Sabadell, Terrassa      |
| Vallès Oriental   | 39        | 427.584          | 736,05     | 581              | Granollers              |
| Provinz Barcelona | 311       | 5.899.063        | 7.734,39   | 763              | Barcelona               |

## Provinz Girona

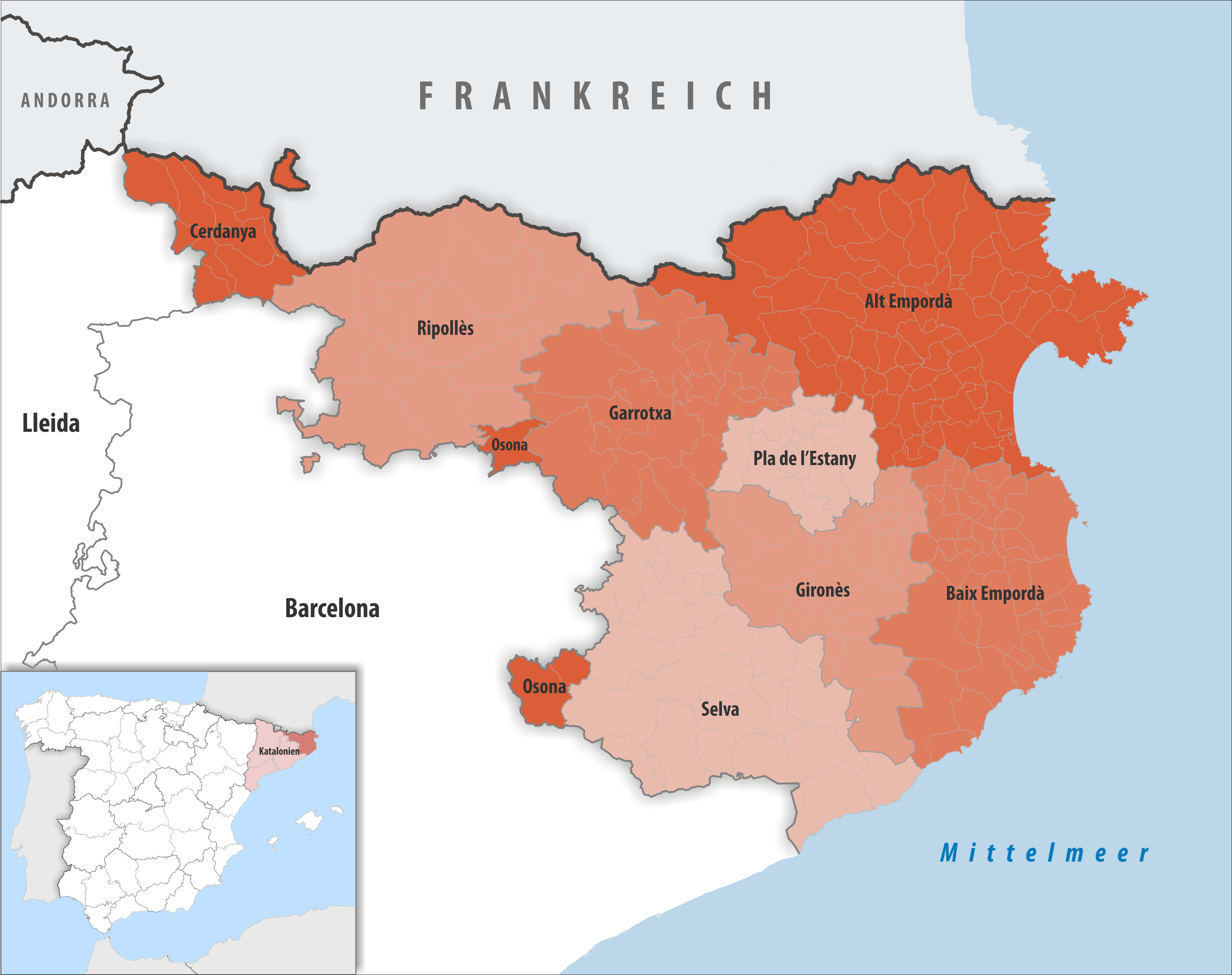
Comarcas in der Provinz Girona

| Comarca         | Gemeinden | Einwohner (2024) | Fläche km² | Dichte Einw./km² | Hauptort                |
| --------------- | --------- | ---------------- | ---------- | ---------------- | ----------------------- |
| Alt Empordà     | 68        | 148.856          | 1.358,24   | 110              | Figueres                |
| Baix Empordà    | 36        | 144.112          | 701,68     | 205              | La Bisbal d’Empordà     |
| Cerdanya        | 11        |                  | 251,03     | 0                | Puigcerdà               |
| Garrotxa        | 21        | 62.481           | 733,87     | 85               | Olot                    |
| Gironès         | 27        | 206.168          | 576,19     | 358              | Girona                  |
| Osona           | 3         | 170.054          | 102,73     | 1.655            | Vic                     |
| Pla de l’Estany | 11        | 33.478           | 263,53     | 127              | Banyoles                |
| Ripollès        | 19        | 25.766           | 957,55     | 27               | Ripoll                  |
| Selva           | 25        | 185.873          | 963,16     | 193              | Santa Coloma de Farners |
| Provinz Girona  | 221       | 822.952          | 5.917,64   | 139              | Girona                  |

## Provinz Lleida

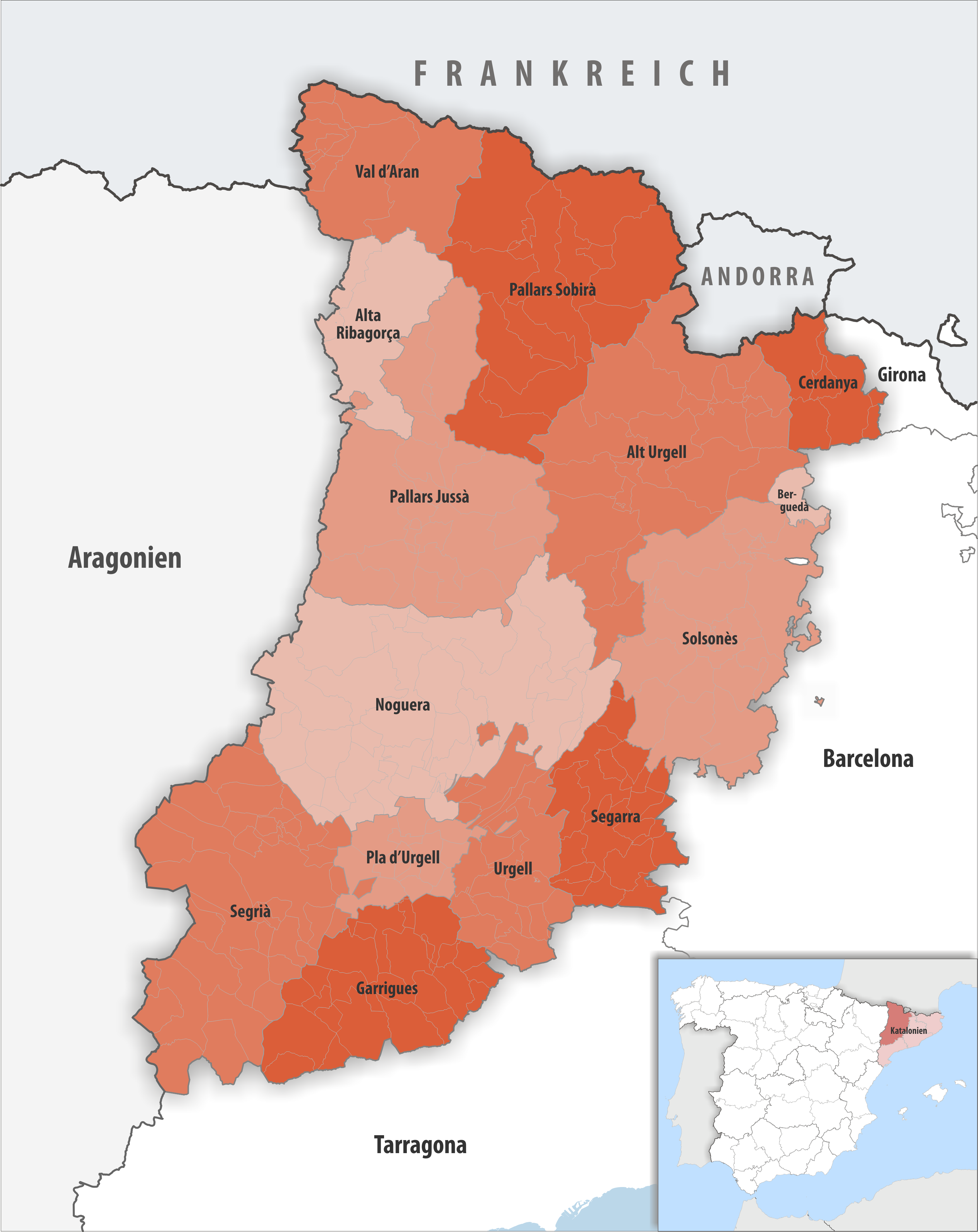
Comarcas in der Provinz Lleida

| Comarca        | Gemeinden | Einwohner (2024) | Fläche km² | Dichte Einw./km² | Hauptort            |
| -------------- | --------- | ---------------- | ---------- | ---------------- | ------------------- |
| Alt Urgell     | 19        | 21.214           | 1.446,24   | 15               | La Seu d’Urgell     |
| Alta Ribagorça | 3         | 4.002            | 427,88     | 9                | El Pont de Suert    |
| Berguedà       | 1         | 41.013           | 56,32      | 728              | Berga               |
| Cerdanya       | 6         | 20.068           | 295,53     | 68               | Puigcerdà           |
| Garrigues      | 24        | 19.037           | 794,13     | 24               | Les Borges Blanques |
| Noguera        | 30        | 39.781           | 1.784,32   | 22               | Balaguer            |
| Pallars Jussà  | 14        | 13.301           | 1.342,21   | 10               | Tremp               |
| Pallars Sobirà | 15        | 7.275            | 1.383,00   | 5                | Sort                |
| Pla d’Urgell   | 16        | 38.011           | 305,40     | 124              | Mollerussa          |
| Segarra        | 21        | 22.676           | 564,65     | 40               | Cervera             |
| Segrià         | 38        | 217.441          | 1.397,08   | 156              | Lleida              |
| Solsonès       | 15        | 15.359           | 1.160,36   | 13               | Solsona             |
| Urgell         | 20        | 38.555           | 574,12     | 67               | Tàrrega             |
| Val d’Aran     | 9         | 10.565           | 632,14     | 17               | Vielha e Mijaran    |
| Provinz Lleida | 231       | 451.197          | 12.163,38  | 37               | Lleida              |

## Provinz Tarragona
| Comarca           | Gemeinden | Einwohner (2024) | Fläche km² | Dichte Einw./km² | Hauptort    |
| ----------------- | --------- | ---------------- | ---------- | ---------------- | ----------- |
| Alt Camp          | 23        | 46.338           | 537,86     | 86               | Valls       |
| Baix Penedès      | 14        | 118.595          | 296,23     | 400              | El Vendrell |
| Baix Camp         | 28        | 204.369          | 696,91     | 293              | Reus        |
| Baix Ebre         | 14        | 82.004           | 1.001,91   | 82               | Tortosa     |
| Conca de Barberà  | 22        | 20.506           | 650,75     | 32               | Montblanc   |
| Montsià           | 12        | 71.342           | 734,75     | 97               | Amposta     |
| Priorat           | 23        | 9.390            | 498,14     | 19               | Falset      |
| Ribera d’Ebre     | 14        | 22.125           | 826,68     | 27               | Móra d’Ebre |
| Tarragonès        | 22        | 275.418          | 320,74     | 859              | Tarragona   |
| Terra Alta        | 12        | 11.444           | 742,27     | 15               | Gandesa     |
| Provinz Tarragona | 184       | 861.531          | 6.306,24   | 137              | Tarragona   |

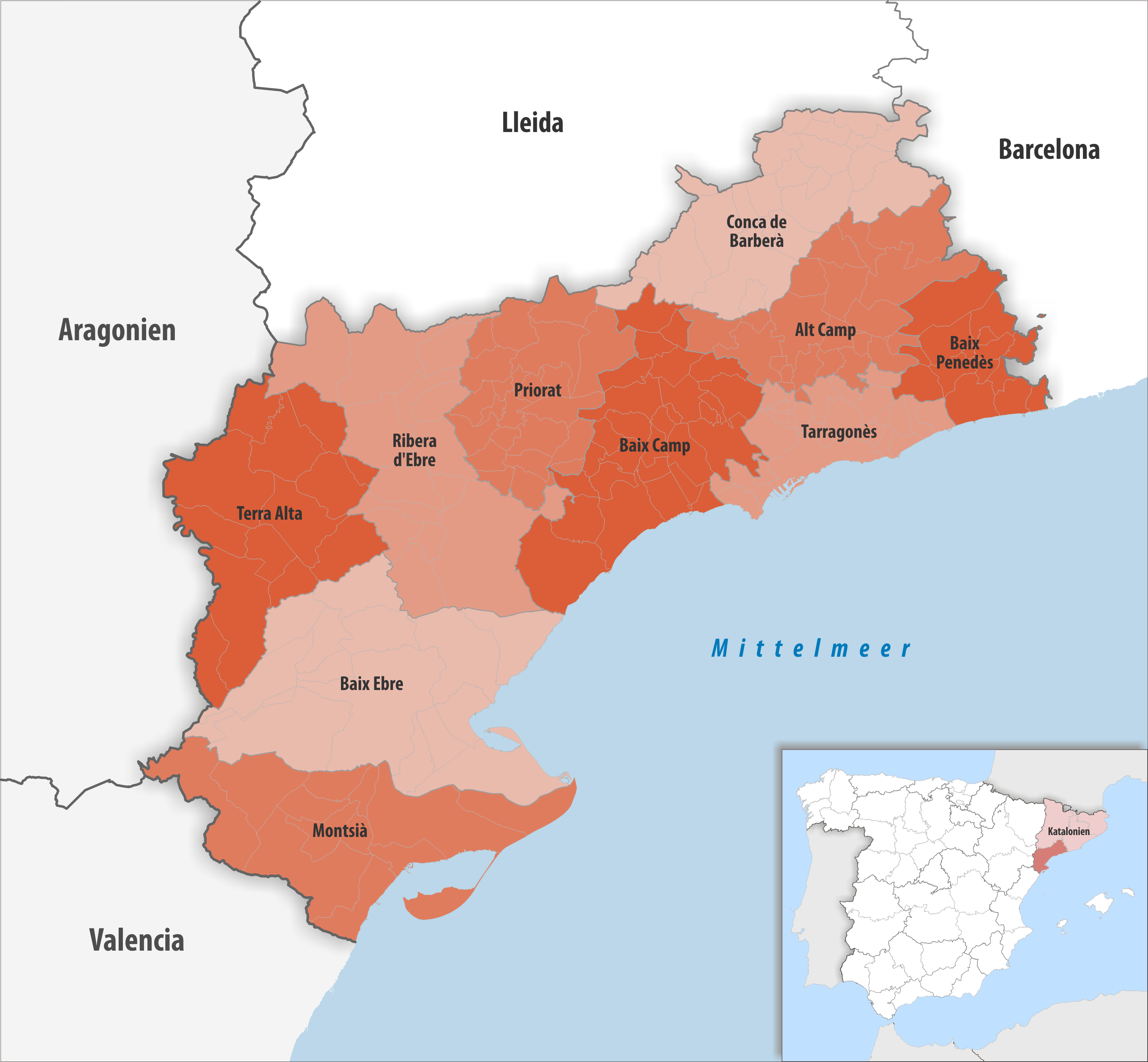
Comarcas in der Provinz Tarragona

Der Kreis Val d’Aran hat einen autonomen Sonderstatus, da er als einziger nicht zum katalanischen, sondern zum gascognischen Sprachgebiet gehört.

## Geschichte
Die heutige Einteilung Kataloniens in Kreise geht auf ein Dekret der autonomen Landesregierung (Generalitat) von Katalonien aus dem Jahre 1936 zurück. Infolge der Aufhebung der Autonomie Kataloniens nach dem Sieg Francos im Spanischen Bürgerkrieg wurde sie im Jahre 1939 wieder aufgehoben.
Viele der Kreisnamen hatten während der Franco-Zeit – in spanischer Schreibweise – nicht nur als inoffizielle Bezeichnungen der jeweiligen Gegend Bestand, sondern blieben auch als Zusatz der Ortsnamen weiterhin in Gebrauch, was der bis heute in vielen Gegenden Spaniens herrschenden Praxis entspricht, den Namen des Kreises (spanisch: Comarca) dem Gemeindenamen hinzuzufügen. Nach der Wiederherstellung der Autonomie Kataloniens erhielten die Comarques im Jahre 1987 erneut einen amtlichen Status als Verwaltungsbezirke. 1988 wurden die Kreise Pla de l’Estany, Pla d’Urgell und Alta Ribagorça neu gebildet und 1990 einige Kreisgrenzen geringfügig geändert. 2015 wurde der Kreis Moianès neu gebildet.
Parallel zu den Kreisen existieren weiterhin die 1833 als Verwaltungseinheiten des spanischen Zentralstaates geschaffenen vier katalanischen Provinzen Barcelona, Girona, Lleida und Tarragona. Die Einteilung in Comarques orientiert sich jedoch nicht in allen Fällen an den Provinzgrenzen, vielmehr gibt es mehrere Comarques, die Gemeinden verschiedener Provinzen umfassen.

### Nordkatalonien
Im zu Frankreich gehörenden Nordkatalonien gibt es sechs historische Kreise, die gemeinsam das heutige Département Pyrénées-Orientales bilden. Neben den fünf katalanischsprachigen Comarques wird auch das okzitanische Fenouillèdes (kat.: Fenolleda) hinzugezählt. Die Außengrenzen des Gesamtgebietes entsprechen allerdings nicht genau den Verwaltungsgrenzen des heutigen Departements, und die Kreise haben hier im Gegensatz zum spanischen Katalonien auch keine administrative Funktion.
Die sechs frankokatalanischen Comarques (einschließlich Fenouillèdes) sind:
- Rosselló mit 92 Gemeinden, Hauptstadt Perpignan (katal. Perpinyà)
- Vallespir mit 21 Gemeinden, Hauptstadt Céret (Ceret)
- Conflent mit 53 Gemeinden, Hauptstadt Prades (Prada).
- Capcir mit 7 Gemeinden, Hauptstadt Formiguères (Formiguera)
- Alta Cerdanya mit 27 Gemeinden, Hauptstadt Mont-Louis (Montlluís).
- Fenouillèdes mit 28 Gemeinden, Hauptstadt Saint-Paul-de-Fenouillet (okzit. Sant Pau de Fenolhet).

### Weitere katalanischsprachige Comarques
Die beiden größeren der übrigen Països Catalans besitzen ebenfalls Comarques:
- Liste der Comarcas in der Region Valencia, einige valencianische Regionen im Landesinneren und im Süden gehören zum kastilischen Sprachraum
- Liste der Comarcas der Balearen